# 馬燁曾
馬燁曾（?—?），后改名馬紹曾，又名馬華曾，字覲揚，浙江平湖縣人，清初政治人物、進士出身。

## 生平
順治六年（1649年），己丑科登進士，選庶吉士。散館後授翰林院編修，官至戶部侍郎。